# Nhà nước Đêga
Tổ chức Đêga Cao Nguyên (tiếng Anh:  Degar Central Highlands, DCH) hay Cộng hòa Đề ga là một tổ chức chính trị của người dân tộc thiểu số bản địa tại vùng Tây Nguyên (Việt Nam) với ý tưởng ly khai khu vực các sắc tộc thiểu số Tây Nguyên thành một quốc gia riêng rẽ độc lập do Y Duen Buondap làm chủ tịch lãnh đạo. Cho đến nay, "nhà nước" này chưa nhận được sự công nhận của Liên Hợp Quốc và các chính thể có chủ quyền trên thế giới.

## Lịch sử
Theo báo An ninh Thủ đô, tổ chức này được sự hỗ trợ của Tổ chức Quỹ người Thượng (một tổ chức tự xưng là chính phủ lưu vong của người Tây Nguyên) chính phủ này thành lập tại Hoa Kỳ do Ksor Kok (là một người thuộc tổ chức FULRO trước đây) đứng đầu. Tổ chức này đã tiến hành một số chiến dịch biểu tình, phát tán các tài liệu với các nội dung, tuyên truyền trái ngược với chính sách của Nhà nước Cộng hòa Xã hội chủ nghĩa Việt Nam. Theo các cơ quan truyền thông Việt Nam, hoạt động chống phá còn bao gồm tuyên truyền, lôi kéo, kích động một số người dân rời bỏ quê hương với ảo tưởng về cuộc sống tỵ nạn nơi nước ngoài. Đồng thời, tổ chức này bị phía Việt Nam cho rằng đã có những hoạt động gây chia rẽ khối đại đoàn kết dân tộc, chia rẽ tôn giáo, phá hoại cuộc sống bình yên của nhân dân Việt Nam. Trong các đợt trấn áp, lực lượng chức năng của Việt Nam thu được rất nhiều hung khí là giáo, mác, kiếm, nỏ, chất nổ... Đặc điểm của những người bị lôi kéo thường là trình độ hiểu biết văn hóa thấp, thậm chí bị người của tổ chức Nhà nước Đêga cưỡng bức đóng góp vật chất và cưỡng bức vượt biên. Đối với những người bị lôi kéo, chính phủ Việt Nam luôn thực hiện chính sách giáo dục và khoan hồng, không để những người quay lại con đường cũ.
Việc các nhà lãnh đạo chủ chốt của Nhà nước này đều giữ các chức sắc tương ứng của tổ chức phản động Hội thánh Tin Lành Đêga Quốc tế, lấy tên là "International Dega Church" (viết tắt: IDC) do Y Duen Buondap cầm đầu, hiện nay cho thấy Tổ chức Nhà nước Đêga không có tính độc lập giữa tôn giáo - chính trị, thậm chí lợi dụng tôn giáo để phục vụ các mục đích chính trị, trong đó có phá hoại khối đại đoàn kết của Việt Nam.